# كلينتون (كارولاينا الشمالية)
كلينتون (بالإنجليزية: Clinton)‏ هي مدينة أمريكية ومركز مقاطعة سامبسون في ولاية كارولاينا الشمالية في الولايات المتحدة الأمريكية.

## التركيبة السكانية
حدّد مكتب تعداد الولايات المتحدة بيانات التركيبة السكانية لكلينتون في تعداد الولايات المتحدة. في ما يلي، التركيبة السكانية حسب تعدادي 2000 و2010.

### تعداد عام 2000
بلغ عدد سكان كلينتون 8,600 نسمة بحسب تعداد عام 2000، وبلغ عدد الأسر 3,336 أسرة وعدد العائلات 2,058 عائلة مقيمة في المدينة. في حين سجلت الكثافة السكانية 435.7 نسمة لكل كيلومتر مربع (1,128.5/ميل2). وبلغ عدد الوحدات السكنية 3,690 وحدة بمتوسط كثافة قدره 186.9 لكل كيلومتر مربع (484.1/ميل2).
وتوزع التركيب العرقي للمدينة بنسبة 53.08% من البيض و41.38% من الأمريكيين الأفارقة و0.97% من الأمريكيين الأصليين و0.74% من الأمريكيين ذوي الأصول الآسيوية و0.03% من سكان جزر المحيط الهادئ و2.83% من الأعراق الأخرى و0.97% من عرقين مختلطين أو أكثر و4.66% من الهسبانيون أو اللاتينيون من أي عرق.
بلغ عدد الأسر 3,336 أسرة كانت نسبة 30.9% منها لديها أطفال تحت سن الثامنة عشر تعيش معهم، وبلغت نسبة الأزواج القاطنين مع بعضهم البعض 40.5% من أصل المجموع الكلي للأسر، ونسبة 18.1% من الأسر كان لديها معيلات من الإناث دون وجود شريك، بينما كانت نسبة 3% من الأسر لديها معيلون من الذكور دون وجود شريكة وكانت نسبة 38.3% من غير العائلات. تألفت نسبة 35% من أصل جميع الأسر من عدة أفراد يعيشون في نفس المنزل ونسبة 17.2% كانت تتألف من شخص يعيش بمفرده يبلغ من العمر 65 عاماً أو أكثر. وبلغ متوسط حجم الأسرة المعيشية 2.27، أما متوسط حجم العائلات فبلغ 2.93.
بلغ العمر الوسطي للسكان 40.7 عاماً. وكانت نسبة 21.5% من القاطنين تحت سن الثامنة عشر، وكانت نسبة 6.7% بين الثامنة عشر والرابعة والعشرين عاماً، ونسبة 22.2% كانت واقعةً في الفئة العمرية ما بين الخامسة والعشرين والرابعة والأربعين عاماً، ونسبة 20.7% كانت ما بين الخامسة والأربعين والرابعة والستين، ونسبة 17.1% كانت ضمن فئة الخامسة والستين عاماً فما فوق. يوجد لكل 100 أنثى 81.6 ذكر، ويوجد لكل 100 أنثى في الثامنة عشر من عمرها فما فوق 75.0 ذكر.
بلغ متوسط دخل الأسرة في المدينة 37,159 دولارًا، أما متوسط دخل العائلة فبلغ 51,641 دولارًا. وكان متوسط دخل الذكور 39,844 دولارًا مقابل 26,000 دولارًا للإناث. وسجل دخل الفرد الخاص بالمدينة 20,484 دولارًا. وكانت نسبة 7.2% من العائلات ونسبة 11.7% من السكان تحت خط الفقر، وكان من هؤلاء نسبة 14.2% تحت سن الثامنة عشر ونسبة 11% في الخامسة والستين من العمر وما فوق.

### تعداد عام 2010
بلغ عدد سكان كلينتون 8,639 نسمة بحسب تعداد عام 2010، وبلغ عدد الأسر 3,392 أسرة وعدد العائلات 2,068 عائلة مقيمة في المدينة. في حين سجلت الكثافة السكانية 437.6 نسمة لكل كيلومتر مربع (1,133.4/ميل2). وبلغ عدد الوحدات السكنية 3,711 وحدة بمتوسط كثافة قدره 188 لكل كيلومتر مربع (486.9/ميل2).
وتوزع التركيب العرقي للمدينة بنسبة 48.91% من البيض و40.51% من الأمريكيين الأفارقة و1.19% من الأمريكيين الأصليين و1.10% من الأمريكيين ذوي الأصول الآسيوية و0.05% من سكان جزر المحيط الهادئ و6.08% من الأعراق الأخرى و2.16% من عرقين مختلطين أو أكثر و9.16% من الهسبانيون أو اللاتينيون من أي عرق.
بلغ عدد الأسر 3,392 أسرة كانت نسبة 30.5% منها لديها أطفال تحت سن الثامنة عشر تعيش معهم، وبلغت نسبة الأزواج القاطنين مع بعضهم البعض 36.4% من أصل المجموع الكلي للأسر، ونسبة 20.5% من الأسر كان لديها معيلات من الإناث دون وجود شريك، بينما كانت نسبة 4.1% من الأسر لديها معيلون من الذكور دون وجود شريكة وكانت نسبة 39% من غير العائلات. تألفت نسبة 36.6% من أصل جميع الأسر من عدة أفراد يعيشون في نفس المنزل ونسبة 18.1% كانت تتألف من شخص يعيش بمفرده يبلغ من العمر 65 عاماً أو أكثر. وبلغ متوسط حجم الأسرة المعيشية 2.27، أما متوسط حجم العائلات فبلغ 2.95.
بلغ العمر الوسطي للسكان 42.1 عاماً. وكانت نسبة 21.9% من القاطنين تحت سن الثامنة عشر، وكانت نسبة 7% بين الثامنة عشر والرابعة والعشرين عاماً، ونسبة 24.7% كانت واقعةً في الفئة العمرية ما بين الخامسة والعشرين والرابعة والأربعين عاماً، ونسبة 25.9% كانت ما بين الخامسة والأربعين والرابعة والستين، ونسبة 20.6% كانت ضمن فئة الخامسة والستين عاماً فما فوق. وتوزع التركيب الجنسي للسكان بنسبة 47.5% ذكور و52.5% إناث.

## أعلام
- روني ديكسون
- غابرييل هولمز
- جون إدغار فولر
- كودي ستانلي
- فيلي باركر
- أل برينر